# گمینا سکاوا
گمینا سکاوا (به لهستانی:  Gmina Skała) یک گمینا در لهستان است که در شهرستان کراکوف واقع شده‌است. گمینا سکاوا ۷۴٫۳ کیلومتر مربع مساحت و ۹٬۶۳۵ نفر جمعیت دارد.